# Orionklasse slagschepen
De Orionklasse ((en) Orion-class) was een scheepsklasse bestaande uit vier dreadnought slagschepen, die dienst deden bij de Royal Navy in de jaren rond de Eerste Wereldoorlog. De schepen waren enorm, het was een van de grootste slagschipklassen van de Royal Navy voorafgaand aan de oorlog. De schepen werden vaak gezamenlijk ingezet. Alle schepen hebben de Eerste Wereldoorlog overleefd.

## Schepen in klasse
| Naam          | Kiellegging      | Tewaterlating    | In dienst       | Uit dienst |
| ------------- | ---------------- | ---------------- | --------------- | ---------- |
| HMS Orion     | 29 november 1909 | 20 augustus 1910 | 2 januari 1912  | maart 1922 |
| HMS Monarch   | 1 april 1910     | 30 maart 1911    | 27 april 1912   | 5 mei 1922 |
| HMS Conqueror | 5 april 1910     | 1 mei 1911       | 1 december 1912 | juni 1922  |
| HMS Thunderer | 13 april 1910    | 1 februari 1911  | 15 juni 1912    | 1921       |

### HMS Orion
HMS Orion was de naamdrager van de Orionklasse. Het grootste gedeelte van haar dienstperiode was ze toegewezen aan de Britse 'Home Fleet' en 'Grand Fleet', meestal als vlaggenschip. Op 7 januari 1912 had het schip een aanvaring met HMS Revenge. Tijdens de Eerste Wereldoorlog heeft het schip geparticipeerd aan het bombardement op Scarborough, Hartlepool en Whitby, de Slag bij Jutland en de Actie op 19 augustus 1916. Daarnaast heeft het schip veel patrouilles gevaren in de Noordzee.

### HMS Monarch
HMS Monarch was het tweede schip van de Orionklasse. Het grootste gedeelte van haar dienstperiode was ze toegewezen aan de Britse 'Home Fleet' en 'Grand Fleet', meestal als vlaggenschip. Tijdens de Eerste Wereldoorlog heeft het schip geparticipeerd aan het bombardement op Scarborough, Hartlepool en Whitby, de Slag bij Jutland en de Actie op 19 augustus 1916. Bij de Slag bij Jutland is het schip licht beschadigd geraakt door vijandelijk vuur. Het schip heeft veel patrouilles gevaren in en rond de Noordzee.

### HMS Conqueror
HMS Conqueror was het derde schip van de Orionklasse. Het grootste gedeelte van haar dienstperiode was ze toegewezen aan de Britse 'Home Fleet' en 'Grand Fleet', meestal als vlaggenschip. Tijdens de Eerste Wereldoorlog heeft het schip geparticipeerd aan het bombardement op Scarborough, Hartlepool en Whitby, de Slag bij Jutland en de Actie op 19 augustus 1916. Daarnaast heeft het veel patrouilles gevaren in en rond de Noordzee.

### HMS Thunderer
HMS Thunderer was het vierde schip van de Orionklasse. Het grootste gedeelte van haar dienstperiode was ze toegewezen aan de Britse 'Home Fleet' en 'Grand Fleet', meestal als vlaggenschip. Tijdens de Eerste Wereldoorlog heeft het schip geparticipeerd aan het bombardement op Scarborough, Hartlepool en Whitby, de Slag bij Jutland en de Actie op 19 augustus 1916. Daarnaast heeft het veel getraind in de Noordzee. Na de Eerste Wereldoorlog werd het schip dan ook gebruikt voor het trainen van cadetten.

## Galerij

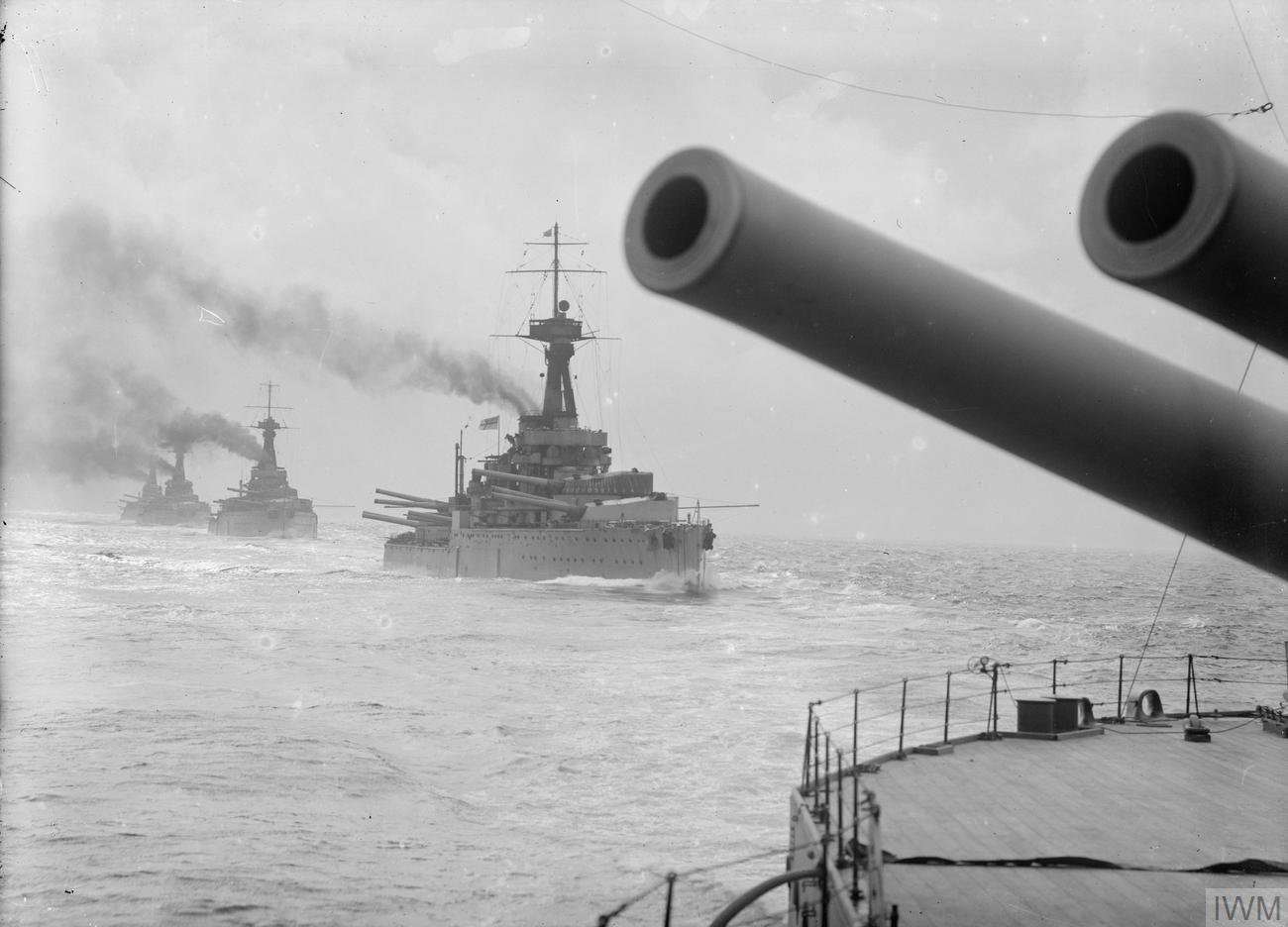
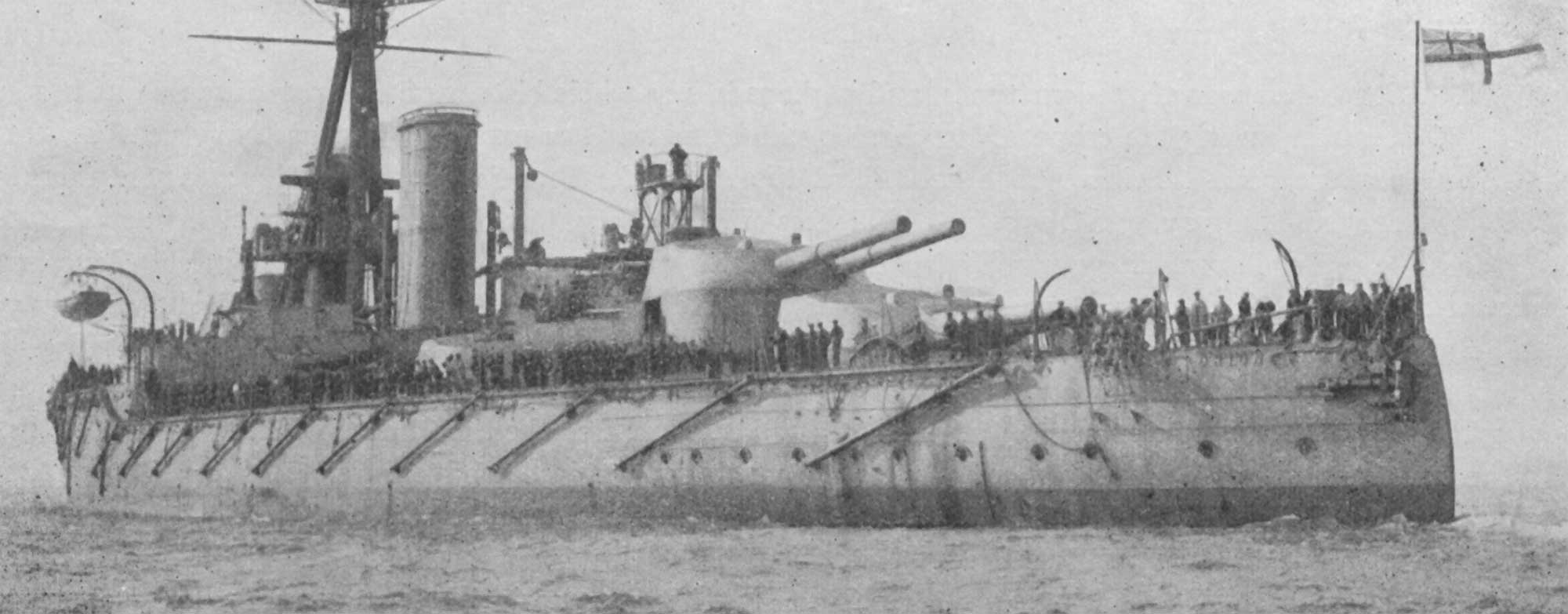
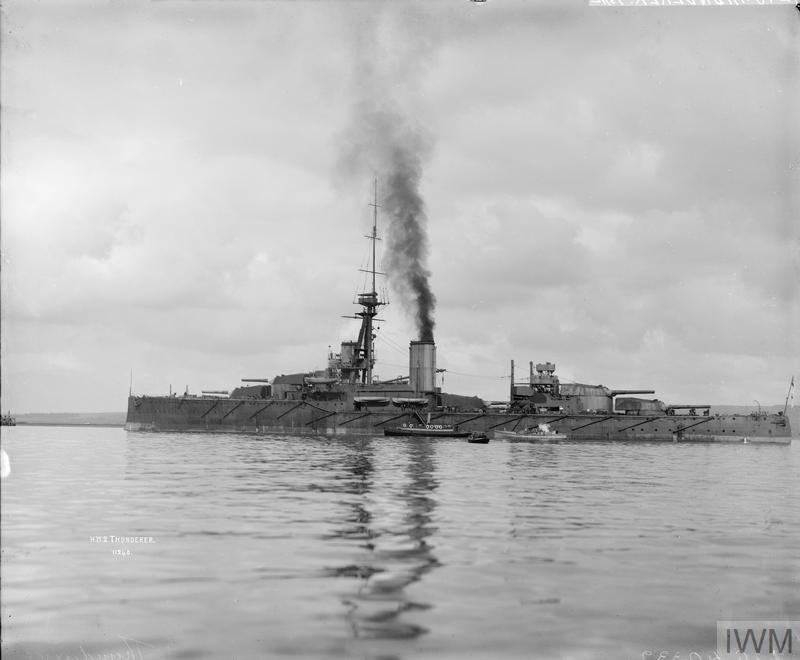

## Aanloop
In de jaren voor de Eerste Wereldoorlog waren Duitsland en het Verenigd Koninkrijk diep verwikkeld in een wapenwedloop. Dit leidde aan beide kanten tot aanzienlijke uitbreiding in onder andere de marine. In de jaren 1906 tot en met 1914 werden er veel marineprogramma's gepland.
Het aanvankelijke marineprogramma van de Britten in 1909-1910 omvatte twee dreadnoughts en een slagkruiser. Dit aantal werd onder publieke druk verhoogd naar zes dreadnoughts en twee slagkruisers. De vier extra dreadnoughts zouden die van de Orionklasse worden.

## Ontwerp

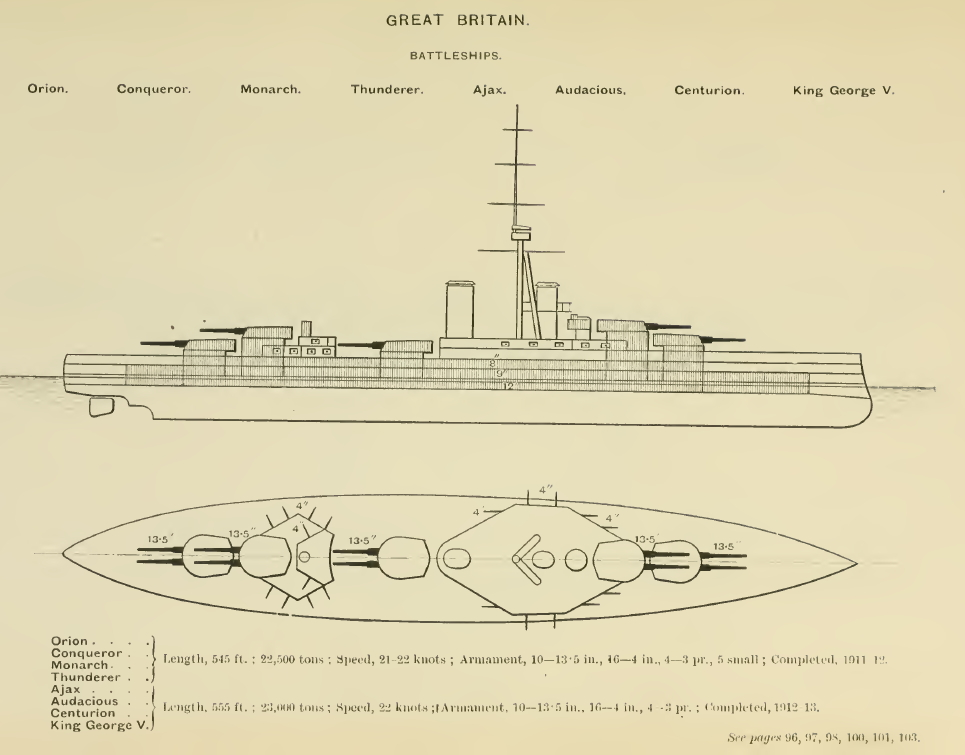
Vroege tekeningen van Orionklasse en King George V-klasse

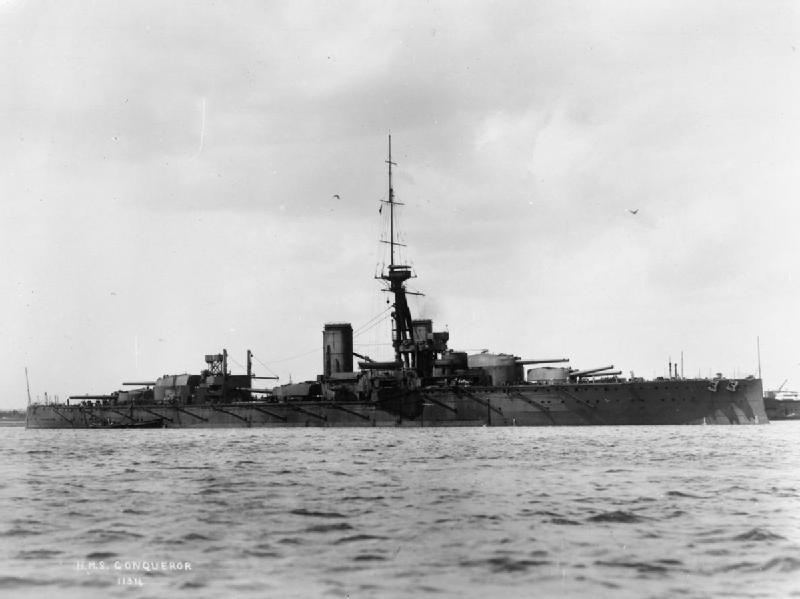
HMS Conqueror

De indeling van de primaire geschuttorens

### Totstandkoming ontwerp
In tegenstelling tot alle eerdere dreadnoughts, die incrementele verbeteringen waren van het oorspronkelijke HMS Dreadnought-ontwerp van 1906, was de Orionklasse gemaakt om zo groot mogelijke kanonnen te huisvesten en deze zo centraal mogelijk te vestigen, zodat de kanonnen een grotere draaicirkel kregen. Dit concept is origineel bedacht door de Amerikaanse marine in de South Carolinaklasse, maar de Royal Navy gebruikte het relatief laat, omdat het bezorgd was over de mondingsvlam. Volgens de Royal Navy kon de mondingsvlam van de kanonnen andere geschuttorens of gebieden van de schepen in gevaar brengen.

### Scheepsvorm
De schepen van de Orionklasse waren 177,1 meter lang, 27 meter breed en hadden een diepligging van 9,5 meter. De waterverplaatsing was 22.274 ton bij een normale belading, maar meer dan 26.000 ton bij een volledige belading. De schepen hadden vier schoorstenen. Opvallend is de positie van de mast. De mast staat naast de schoorsteen, waardoor het kraaiennest in sommige situaties genoot van ernstig veel rook. Hierdoor kon het kraaiennest vaak niet worden gebruikt.

### Aandrijving
De schepen werden aangevoerd door twee Parson stoomturbines die verdeeld waren over drie machinekamers. De buitenste schroeven werden aangedreven door twee hogedruk-turbines, te vinden in de buitenste machinekamers. In de middelste machinekamer bevond zich een lage druk turbine die de binnenassen van de schroeven aandreef. De turbines gebruikten stoom afkomstig uit achttien waterpijpketels. Dit alles gaf de schepen een vermogen van zo'n 20.000 kilowatt, waarmee de schepen een maximumsnelheid van 21 knopen (39 km/h) kon halen. De schepen hadden een bereik van 12.460 kilometer bij een kruissnelheid van 10 knopen en konden 3.300 ton steenkool en 800 ton stookolie vervoeren.

### Bewapening en bepantsering
De primaire bewapening van de schepen bestond uit tien 343 mm kanonnen, verdeeld over vijf geschuttorens. Deze stonden allemaal erg centraal gepositioneerd, zodat ze meer richtingen op konden schieten. Het bereik van deze kanonnen was zo'n 21.000 meter. De secundaire bewapening bestond uit zestien 102 mm kanonnen en tien keer dubbel 45 kaliber Mark V geschut. Verder hadden de schepen drie torpedobuizen, waar 20 torpedo's beschikbaar voor waren. De bepantsering op de gordel varieerde van 203 mm tot en met 305 mm, op het dek van 25 mm tot en met 102 mm en bij de barbettes van 102 tot 254 mm. De commandotoren en de geschuttorens hadden een bepantsering van 280 mm.

## Bouw
Alle schepen werden op verschillende werven gebouwd.

#### HMS Orion
HMS Orion, vernoemd naar de mythologische jager Orion, is gebouwd bij de Britse werf HMNB Portsmouth. Het was het vierde schip met die naam die diende bij de Royal Navy. De kiel van het schip is gelegd in 1909 en het is te water gelaten in 1910. In 1912 kwam het schip in dienst.

#### HMS Monarch
HMS Monarch is vernoemd naar een Frans marineschip genaamd Monarque, dat in 1747 door de Britten veroverd werd. Het schip is gebouwd op de werf Armstrong Whitworth, waar de kiel in 1910 werd gelegd en waar het te water werd gelaten in 1911. In 1912 kwam het schip in dienst.

#### HMS Conqueror
HMS Conqueror is vernoemd naar een Frans marineschip genaamd Conqueror, dat in 1745 door de Britten veroverd werd. Het schip is gebouwd op de werf William Beardmore and Company waar de kiel in 1910 werd gelegd en waar het te water werd gelaten in 1911. In 1912 kwam het schip in dienst.

#### HMS Thunderer
HMS Thunderer was het zesde schip van de Royal Navy die onder de naam Thunderer diende. Het schip is gebouwd op de werf Thames Ironworks and Shipbuilding Company waar de kiel in 1910 werd gelegd en waar het te water werd gelaten in 1911. In 1912 kwam het schip in dienst.

## Dienst

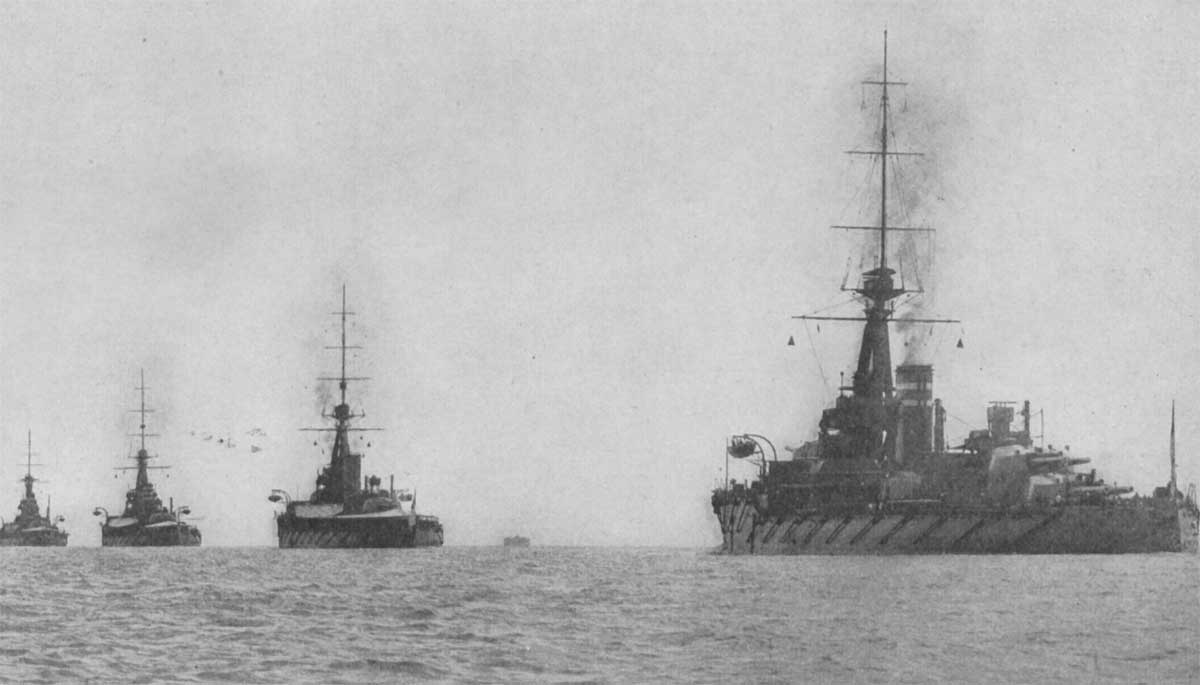
Drie schepen van de Orionklasse tijdens de Slag bij Jutland. Op deze foto zijn HMS Monarch, HMS Conqueror en HMS Thunderer te zien

Kaart van vlootformaties tijdens de Slag bij Jutland. De blauwe lijnen representeren Britse schepen, de rode lijnen de Duitse

Alle schepen van de Orionklasse werden vooral ingezet in de Britse Home Fleet en Grand Fleet. De schepen hebben bij drie slagen geparticipeerd en werden daarnaast voornamelijk ingezet in de Noordzee voor patrouilletaken.

### Bombardement op Scarborough, Hartlepool en Whitby
Op 16 december 1915 werden alle slagschepen gebruikt om vijf Duitse slagkruisers aan te vallen, die van plan waren om de Britse kust te bombarderen. Door slecht zicht waren er slechts kleine schermutselingen, de Duitsers wisten te ontsnappen.

### Slag bij Jutland
Op 31 mei tot 1 juni 1916 werden de schepen ingezet bij de Slag bij Jutland. In de vroege fase van de slag hebben HMS Conqueror en HMS Thunderer op de Duitse lichte kruiser SMS Wiesbaden gevuurd, met onbekend resultaat. De schepen vielen ook Duitse slagschepen aan, maar hebben geen salvo's geraakt. HMS Monarch en HMS Orion vuurden niet op SMS Wiesbaden, maar concentreerde hun vuur op de Duitse slagschepen. De schepen hebben beide een enkel doeltreffend schot afgevuurd op SMS König en SMS Markgraf. De Duitse schepen raakten licht beschadigd.

### Actie op 19 augustus 1916
Op 19 augustus 1916 heeft een eskader van Duitse schepen geprobeerd een aanval uit te oefenen op een Brits eskader waar de slagschepen van de Orionklasse deel van uitmaakte, maar deze aanval is mislukt.

### Na de Eerste Wereldoorlog
Na de Eerste Wereldoorlog zijn de schepen vooral gebruikt voor trainingsdoeleinden, zoals het trainen van cadetten en het dienen als doelschip. In 1923 waren alle slagschepen van de Orionklasse uit dienst.